# Vanmoerkerke Collection
De Vanmoerkerke Collection is de kunstverzameling van Mark Vanmoerkerke en is gevestigd in Oostende.

## Situering
De kunstverzameling, bestaande uit een duizendtal werken, omvat Europese en Amerikaanse post-conceptuele kunst, met name schilderijen, beeldhouwkunst, fotografie en video. De collectie is ondergebracht in een voormalige vliegtuigloods in Oostende die in 2007 geheel gerenoveerd werd.
In de collectie zijn werken opgenomen van: Dennis Adams, John M. Armleder, Walead Beshty, Candice Breitz, Maurizio Cattelan, Stan Douglas, Michael en Ingar Elmgreen Dragset, Ceal Floyer, Michel Francois, Dora Garcia, Liam Gillick, Jack Goldstein, Andreas Gursky, Carsten Höller, Jenny Holzer, Annette Kelm, Terence Koh, Sherrie Levine, Jonathan Monk, Philippe Parreno, Cindy Sherman, Andreas Slominski, Rudolf Stingel, Diana Thater, Christopher Wool en Erwin Wurm.
Er worden ook regelmatig wisseltentoonstellingen van hedendaagse kunstenaars georganiseerd in de bijhorende galerie.